# Oie de Lippe
L'oie de Lippe, ou oie de la Lippe (Lippegans en allemand), est une race fort ancienne d'oie domestique originaire de Westphalie-Lippe en Allemagne. Elle est classée en danger d'extinction en Allemagne.

## Histoire
L'aire de production de cette race s'étendait depuis des siècles autour des villes de Lippstadt, Soest et Paderborn en Westphalie-Lippe et des bords de la Lippe. L'oie de Lippe est dès 1860 la seule race d'oie domestique de la province de Westphalie à avoir connu un élevage intensif, afin d'en approvisionner les villes. Les canetons de huit semaines étaient vendus sur les marchés de la région ou envoyés par chemin de fer pour être engraissés en Allemagne orientale. À la fin des années 1930, cette race comptait plus de soixante-dix mille têtes. Mais dans les années 1950, l'introduction de l'élevage industriel en batterie qui nécessite l'importation de races étrangères bon marché provoque un effondrement catastrophique de cette race et sa quasi-disparition.
Dès 1985, le musée de plein air de Detmold tente de sauver l'oie de Lippe. Enfin en 1989, l'oie de Lippe est de nouveau reconnue grâce à un standard officiel et inscrite au Bund Deutscher Rassegeflügelzüchter (BDRG); de plus en 1999 une association d'éleveurs  se forme sous le nom d'association Stammbuch Lippegans e.V., avec siège à Erwitte.

## Description
L'oie de Lippe est une oie fermière de taille moyenne au port horizontal pesant entre 5,5 kg et 7 kg. Son plumage est d'un blanc pur ou légèrement tacheté. Son bec est jaune rosâtre avec le bout rosâtre. Ses palmes sont d'un orange rosâtre. Elle est particulièrement apte à la marche, agile et de poids moyen. Se contentant de pâturages, elle n'a que très peu besoin d'alimentation complémentaire. Elle peut être menée au pâturage après une bonne marche sans effort. La femelle pond une vingtaine d'œufs par ponte dont une douzaine peuvent être couvés par elle directement.